# Llave de registro
La llave de cambio registro es una llave del clarinete que se emplea para tocar en el segundo registro; es decir, aumenta la altura de la mayoría de las notas del primer registro en un intervalo de duodécima (19 semitonos) cuando se pulsa. Se sitúa encima del agujero del pulgar izquierdo y maneja con el pulgar izquierdo. 
La misma llave se usa en combinación con la llave del primer dedo izquierdo que produce la nota escrita la4 que suena si♭4. Algunos clarinetistas, particularmente clarinetes bajos y más graves, tienen llaves separadas, o un sistemas de llaves más complejo, para controlar dos o tres agujeros separados para tocar el si♭, para tocar las notas inferiores del segundo registro, y para tocar las notas superiores del segundo registro. La llave de octava que realiza la misma función en oboes y saxofones, eleva la altura en un intervalo de octava.